# Enzo Caumont
Enzo Caumont (* 13. März 2004 in Marseille) ist ein französischer Fußballspieler.

## Karriere

### Verein
Caumont begann seine fußballerische Ausbildung im September 2010 bei SO de Septèmes, wo er fast zwei Jahre spielte. Anschließend wechselte er zu Olympique Marseille. Dort kam er in der Saison 2020/21 zu seinen ersten Einsätzen im Championnat National U17 für die B-Junioren. In der Spielzeit 2021/22 lief er bereits für die A-Junioren in der Liga und im Pokal auf. Zudem spielte er seine ersten Partien für die viertklassige Zweitmannschaft OMs.
Im Sommer 2022 wechselte er ablösefrei zum Ligakonkurrenten SCO Angers. Auch hier spielte er zunächst nur für die U19-Mannschaft, mit denen er die Finalspiele um die Meisterschaft erreichte. Zudem bestritt er zwei Viertligapartien. In der Saison 2023/24 kam Caumont ausschließlich für die Zweitvertretung des Vereins zum Einsatz und spielte 23 Mal in der National 2. Am vorletzten Spieltag der Folgesaison 2024/25 kam er bei einem 2:1-Sieg über Racing Straßburg zu seinem Profidebüt in der Ligue 1. Neben einem weiteren Einsatz am letzten Spieltag der Saison war er abgesehen davon Stammspieler und Kapitän bei der mittlerweile fünftklassig spielenden zweiten Mannschaft.

### Nationalmannschaft
Im Jahr 2019 kam Caumont zu fünf Einsätzen für das französische U16-Nationalteam.